# Wolverhampton
Wolverhampton là một thành phố và đô thị tự quản ở West Midlands, Anh. Năm 2004, chính quyền địa phương ước tính dân số thành phố là 239.100 người và dân số thành phố rộng hơn là 251.462 người, khiến nó là thành phố đông dân thứ 13 ở 13 thành phố đông dân nhất ở nước Anh.
Trong lịch sử nó là một phần của Staffordshire, và hình thành một phần của hạt đô thị tự quản của West Midlands từ năm 1974, thành phố thường được công nhận là được đặt theo tên bà Wulfrun, người sáng lập ra thị trấn vào năm 985: tên của nó đến từ Anglo-Saxon Wulfrūnehēantūn = vòng rào hoặc trang trại cao và chính yếu của "Wulfrūn của cao hoặc chủ yếu ". Ngoài ra, tên gọi của thành phố có thể bắt nguồn từ tên gốc Wulfereēantūn =" vòng rào hoặc trang trại cao và chính yếu Wulfhere theo vua Mercia. Tuy nhiên, tên các Wulfrun thường được sử dụng trong thành phố - ví dụ, cho Trung tâm Wulfrun hoặc cho Tòa nhà Wulfrun.
Tên của thành phố thường được viết tắt là Wolvo "W'ton" hay "Wolves". Khẩu hiệu của Hội đồng thành phố là "Ra khỏi bóng tối là tới ánh". Người Wolverhampton được gọi là Wulfrunians.
Thành phố lớn ban đầu là một thị trấn chuyên vệ buôn bán len. Trong và sau cuộc Cách mạng công nghiệp, thành phố đã trở thành một trung tâm công nghiệp lớn, với khai thác khoáng sản (chủ yếu là than đá, đá vôi và quặng sắt) cũng như sản xuất thép, ổ khóa, xe máy và xe - bao gồm cả những chiếc xe đầu tiên tổ chức tốc độ đất ghi lại tại hơn 200 dặm / giờ. Ngày nay, các ngành công nghiệp lớn trong thành phố đều dựa trên kỹ thuật (bao gồm cả một ngành công nghiệp hàng không vũ trụ lớn) và trong các lĩnh vực dịch vụ. Thành phố có câu lạc bộ bóng đá Wolverhampton Wanderers F.C.. 